# كاريل إسبينو
كاريل إسبينو هو لاعب كرة قدم كوبي في مركز الوسط، ولد في 27 أكتوبر 2001 في سان كريستوبال في كوبا. لعب مع FC Artemisa ‏.

## وصلات خارجية
- كاريل إسبينو على موقع قاعدة بيانات كرة القدم.إي يو (الإنجليزية)
- كاريل إسبينو على موقع ناشيونال فوتبول تيمز (الإنجليزية)
- كاريل إسبينو على موقع Soccerway.com (الإنجليزية)